# Martin Ashe
Martin Ashe (ur. 27 września 1953 w Killarney) – australijski duchowny katolicki, biskup pomocniczy Melbourne od 2021.

## Życiorys
Święcenia kapłańskie przyjął 11 czerwca 1978 i został inkardynowany do archidiecezji Melbourne. Pracował głównie jako duszpasterz parafialny, był także m.in. wychowawcą w Corpus Christi College, pomocniczym wikariuszem sądowym, dyrektorem kurialnego wydziału ds. posługi kapłańskiej oraz wikariuszem biskupim dla północnej części archidiecezji.
14 maja 2021 papież Franciszek mianował go biskupem pomocniczym archidiecezji Melbourne oraz biskupem tytularnym Muteci. Sakry udzielił mu 31 lipca 2021 arcybiskup Peter Comensoli.